# Anthony Pateras

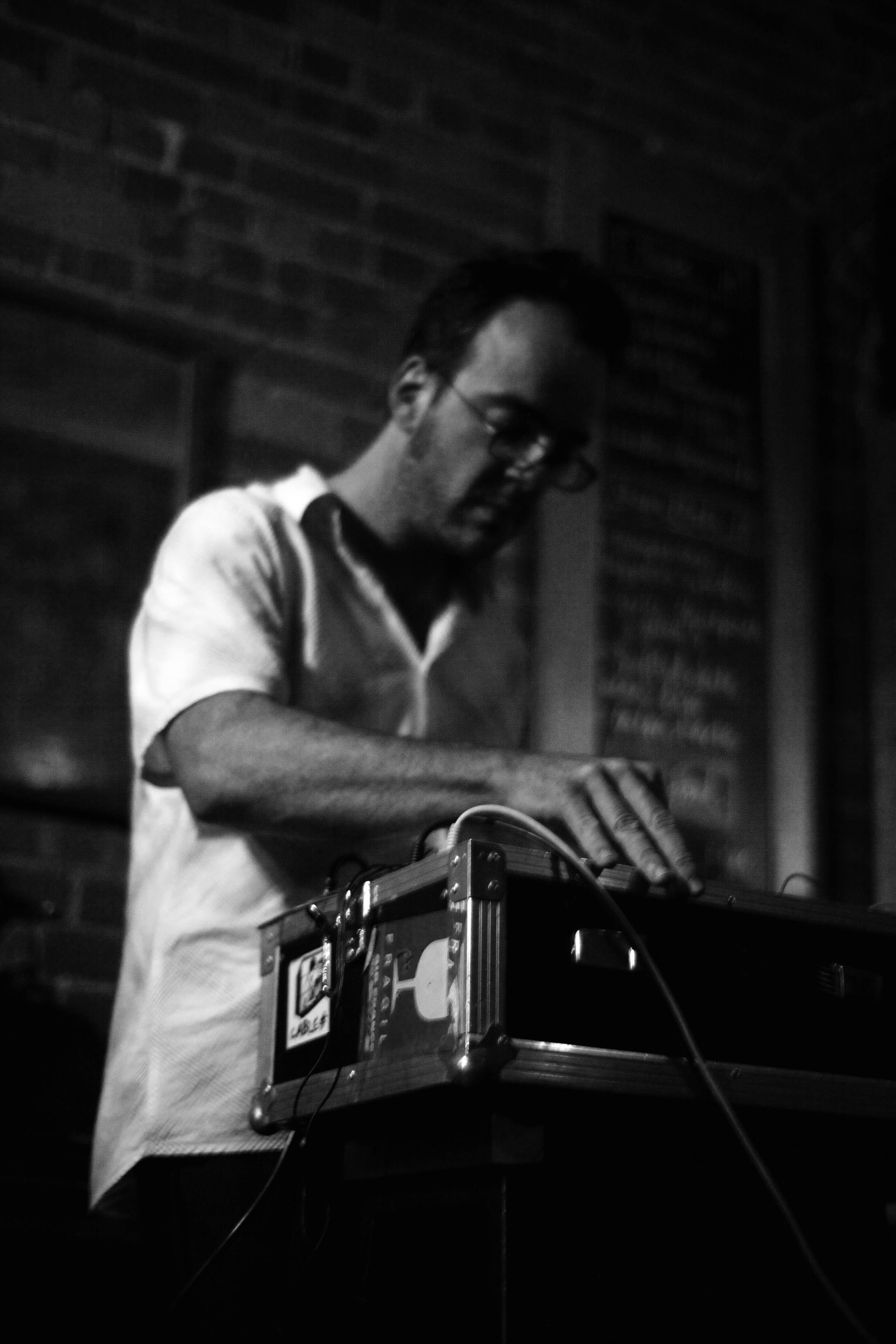
Anthony Pateras

Anthony Pateras (* 1979 in Melbourne) ist ein australischer Jazz-Musiker und Komponist Neuer Musik.

## Leben und Schaffen
Er studierte an der La Trobe University Melbourne Komposition bei Neil Kelly und John McCaughey sowie an der Monash University bei Thomas Reiner. Seine Instrumente sind das Klavier sowie diverse analoge Keyboards. Er komponiert für Orchester, Kammermusik-Ensembles und Solomusiker. Seine großen Orchesterwerke wurden unter der Leitung von Brett Dean vom BBC Symphony Orchestra, Los Angeles Philharmonic und Toronto Symphony Orchestra aufgeführt.
Da er eine besondere Affinität zur Perkussion hat, spielte er häufig in Duo-Formation mit zahlreichen Schlagzeugern wie Han Bennink, Paul Lovens, Tony Buck, Lê Quan Ninh, Will Guthrie und Robbie Avenaim. In diese Reihe gehörte auch ein musikalisches Projekt mit Max Kohane, das es unter dem Titel PIVIXKI (Sabbatical) mit einer Debüt-CD-Veröffentlichung in die Endauswahl der best jazz/improv list of 2009 der Zeitschrift The Wire schaffte.
Auf Bestellung des Südwestrundfunks komponierte Pateras ein Werk für das SWR New Jazz Meeting 2009. Unter seiner musikalischen Leitung kam es im November 2009 in einer Quintett-Besetzung zur Aufführung. Zu diesem Improvisationsquintett Thymolphthalein gehörten Pateras selbst (künstlerischer Leiter, präpariertes Piano, Elektronik), Natasha Anderson, (Kontrabass Recorder, Elektronik), Jérôme Noetinger (Revox b-77), Clayton Thomas (Kontrabass), Will Guthrie (Perkussion, Elektronik).
Seit 2000 ist Pateras auch als Filmkomponist tätig. Von ihm stammt die Musik etwa zu Errors of the Human Body (2012) von Eron Sheean oder zu The Man Who Disappeared (2015) von Sylvère Lotringer.
Pateras lebt und arbeitet in seiner Heimatstadt Melbourne.

## Musikalische Einordnung
Das Hauptinteresse von Pateras laut Cyclic Defrost-Interview zum Album Chasms vom Juli 2007 gilt als Solo-Pianist dem präparierten Klavier. Er möchte den Klangraum des Pianos ohne Zuhilfenahme eines Computers oder anderer Nachbearbeitung erweitern.
Pateras beruft sich auf Vorbilder wie die Freejazzer Derek Bailey oder Peter Brötzmann und weitere. Sie zeigten auf, dass es Möglichkeiten gibt, die gemäß Pateras Wünschen „beyond scales, harmony, fixed rhythm, and melody“ liegen.
Als die ihn inspirierenden musikalischen Gebiete gibt das Fach-Magazin Liquid Architecture an: Kompositionen nach 1940, Balkan-Folkmusik, elektronische Live-Musik sowie zeitgenössische improvisierte Musik.

## Auszeichnungen
Pateras war 2004 und 2011 Vertreter Australiens beim UNESCO Rostrum of composers. Er gewann 2017 den Giga-Hertz-Preis für Elektronische Musik am ZKM Karlsruhe. 2018 war er Stipendiat der Akademie Schloss Solitude Stuttgart.

## Diskografie
Solo-Alben
- Chromatophore, 2008 (Tzadik)
- Chasms, 2007 (Sirr, Portugal)
- Mutant Theatre, 2004 (Tzadik)
- Malfunction Studies, 2002

gemeinsam mit Robin Fox
- End of Daze, 2008/9 (eMego)
- Flux Compendium, 2006 (eMego)
- Coagulate, 2003 (Synaesthesia)
- Asbestos Milkshake 3, 2001 (s/r)

mit dem Trio Pateras/Baxter/Brown
- Live at L'Usine, 2008 (Cave12 Alive)
- Interference, 2008 (emd.pl/records)
- Gauticle, 2006 (Synaesthesia)
- Ataxia, 2004 (Syanesthesia)

als Studiomusiker
- Beta Erko: I’m OK You’re OK, 2005 (Quecksilber)

tetema
- Geocidal, 2014
- Necroscape, 2020